# Magdalena Gałczyńska
Magdalena Gałczyńska (ur. 23 sierpnia 1978) – polska dziennikarka, związana z Onet.pl (od 2015), Tok FM (2004–2008, 2012–2015) i TVP Info (2008–2012).

## Życiorys
Jako dziennikarka pracowała m.in. w: radiu TOK FM (2004-2008; 2012-2015), początkowo jako korespondentka z Łodzi, a następnie reporterka polityczna w Warszawie. Prowadziła również audycję „Ranni politycy”. Pracowała także dla TVP Info (2008–2012) jako korespondentka sejmowa i prezenterka serwisów; w TVP2 prowadziła program „Gorący temat”. Od 2015 pracuje jako korespondentka Onet.pl, publikuje głównie na tematy związane z wymiarem sprawiedliwości, praworządnością oraz polityką.
W 2019 ujawniła tzw. „aferę hejterską”, publikując cykl artykułów pt. „Farma trolli w Ministerstwie Sprawiedliwości”, przedstawiający związki wiceministra sprawiedliwości Łukasza Piebiaka z grupą mającą na celu oczernianie sędziów. Publikacje przyczyniły się do dymisji wiceministra oraz wszczęcia śledztwa przez prokuraturę w Lublinie.

### Życie prywatne
Magdalena Gałczyńska mieszka w Łodzi

## Wyróżnienia
- 2019: Grand Press w kategorii News za cykl publikacji „Farma trolli w Ministerstwie Sprawiedliwości”[3];
- 2020: Nagroda im. Dariusza Fikusa Magdalena Gałczyńska za cykl publikacji pt. Farma trolli w Ministerstwie Sprawiedliwości w Onet.pl[8].